# Vlag van de Organisatie van Amerikaanse Staten

Vlag van de Organisatie van Amerikaanse Staten

De vlag van de Organisatie van Amerikaanse Staten is een van de officiële symbolen van de Organisatie van Amerikaanse Staten; hij bestaat uit het embleem van de organisatie op een lichtblauw veld.

## Geschiedenis
De vlag werd aangenomen in 1965 en is verschillende keren gewijzigd toen nieuwe leden toetraden tot de OAS. De vlag van de Organisatie van Amerikaanse Staten werd voor het eerst gebruikt tijdens de regering van secretaris-generaal José Antonio Mora. De vlag bestaat uit het zegel van de Organisatie, dat de vlaggen van alle lidstaten voorstelt, op een koningsblauwe achtergrond. Dit zegel met de vlaggen is voor het eerst te zien op memorandumpapier in de jaren twintig, tijdens de Algemene Directie van de heer Leo S. Rowe. De vlag werd besteld bij de firma Annin & Co., uit New York, in april 1961. De kleur van het fonds dat werd gekozen was echt blauw dat noch lichtblauw, noch donkerblauw was. In het midden staan de vlaggen van alle aangesloten landen in een cirkelvorm, met tien masten aan de onderkant en omlijst door een cirkel. Het ontwerp werd voor het laatst bijgewerkt in 1991 toen Belize en Guyana toetraden tot de Organisatie van Amerikaanse Staten. Elke keer dat een nieuwe lidstaat toetreedt, wordt zijn vlag in het ontwerp opgenomen. Het gebruik van de vlag is vastgesteld in overeenstemming met de tradities en gewoonten die door de jaren heen in de Organisatie zijn geoefend.
|  |  |

## Vexillologische beschrijving
Het ontwerp bestaat uit een rechthoek met een blauwe achtergrond en een witte cirkel met gouden randen in het midden. Aan de binnenkant van deze cirkel bevindt zich het omhulsel van de organisatie bestaande uit een groep vlaggen van alle lidstaten, momenteel 35, gehesen op gouden masten. De volgorde van de vlaggen is in Spaanse alfabetische volgorde, te beginnen met Antigua en Barbuda linksonder en dan met de klok mee tot Venezuela rechtsonder.